# Stora Ramsjön
Stora Ramsjön är en sjö i Lerums kommun och Partille kommun i Västergötland och ingår i Göta älvs huvudavrinningsområde. Sjön är 14 meter djup, har en yta på 0,0942 kvadratkilometer och befinner sig 99 meter över havet.

## Delavrinningsområde
Stora Ramsjön ingår i det delavrinningsområde (641061-128671) som SMHI kallar för Utloppet av Aspen. Medelhöjden är 66 meter över havet och ytan är 27,64 kvadratkilometer. Räknas de 75 avrinningsområdena uppströms in blir den ackumulerade arean 1 402,57 kvadratkilometer. Säveån som avvattnar avrinningsområdet har biflödesordning 2, vilket innebär att vattnet flödar genom totalt 2 vattendrag innan det når havet efter 21 kilometer. Avrinningsområdet består mestadels av skog (51 %). Avrinningsområdet har 5,04 kvadratkilometer vattenytor vilket ger det en sjöprocent på 18,2 %. Bebyggelsen i området täcker en yta av 3,92 kvadratkilometer eller 14 % av avrinningsområdet.